# (4773) Hayakawa
(4773) Hayakawa – planetoida z pasa głównego asteroid okrążająca Słońce w ciągu 4,22 lat w średniej odległości 2,61 j.a. Odkryli ją Kin Endate i Kazurō Watanabe 17 listopada 1989 roku w Kitami.
Nazwa planetoidy pochodzi od Kazuo Hayakawy (ur. 1919) – mineraloga i petrologa, profesora na Uniwersytecie Hokkai Gakuen w Sapporo; w kręgu jego zainteresowań były m.in. meteoryty i kratery uderzeniowe.